# 小船井敬吉
小船井 敬吉（おぶない けいきち、1887年〈明治20年〉4月8日 - 1971年〈昭和46年〉9月17日）は、日本の逓信官僚、電気通信技術者。電気通信工学校初代校長、東海大学短期大学部初代学長。

## 略歴
新潟県北魚沼郡小千谷町（現 小千谷市）の小船井理吉の次男として出生。
1905年（明治38年）3月に新潟中学校を卒業、1908年（明治41年）7月に第一高等学校を卒業、1911年（明治44年）7月に東京帝国大学工科大学電気工学科を卒業。
1911年（明治44年）7月に逓信省に技手として入省、通信局工務課に勤務、逓信官吏練習所教官を兼任、1913年（大正2年）7月に技師に任官、引き続き通信局工務課に勤務、逓信官吏練習所教官を兼任、1914年（大正3年）9月から西部逓信局に勤務、名古屋郵便局電話課長に就任、1918年（大正7年）1月に北部逓信局工務部線路課長および電力課長に就任、1919年（大正8年）5月に仙台逓信局電気課長に就任、1920年（大正9年）5月から大阪逓信局に勤務、大阪中央電話局交換課長に就任、10月に大阪中央電話局監査課長に就任、1921年（大正10年）9月から臨時電信電話建設局大阪出張所に勤務、1922年（大正11年）8月に臨時電信電話建設局大阪出張所機械課長に就任、1923年（大正12年）7月に京都帝国大学工学部講師に就任、1924年（大正13年）11月に熊本逓信局工務課長および臨時電信電話建設局熊本出張所技術長に就任、1926年（大正15年）5月からアメリカおよびイギリスに出張、1927年（昭和2年）3月に名古屋逓信局工務課長に就任、1930年（昭和5年）5月に大阪逓信局工務課長に就任、1933年（昭和8年）9月に逓信省工務局電話課長に就任、1934年（昭和9年）6月に逓信省工務局線路課長に就任、1936年（昭和11年）2月に逓信省を依願退官。
1937年（昭和12年）10月に電気通信工学校初代校長に就任、1963年（昭和38年）4月に東海大学短期大学部初代学長に就任。
1971年（昭和46年）9月17日午後9時30分に東京都大田区田園調布の田園調布中央総合病院で心臓衰弱のため死去、84歳没。

## 役職
- 電気通信技術委員会委員
- 逓信協会理事
- 電気通信工学校理事長
- 電気通信技術者資格検定委員
- 興亜通信工学院院長
- 電気通信協会評議員
- 科学新興社社長
- 財団法人東海学園理事
- 学校法人東海大学理事

## 業績
逓信省に入省してから25年間、電気通信事業の進歩・発展に尽力し、欧米に比べて遅れていた日本の電話の普及・技術向上に多大な貢献をした。また、電気通信工学校の校長に就任してから30年間に9000人以上の電気通信技術者を育成した。

## 栄典・表彰
- 1934年（昭和09年）04月29日 - 昭和六年乃至九年事変従軍記章[23]
- 1935年（昭和10年）09月21日 - 満洲帝国皇帝訪日紀念章[24]
- 1936年（昭和11年）02月08日 - 逓信協会名誉会員
- 1936年（昭和11年）02月25日 - 正四位[25]
- 1940年（昭和15年）11月10日 - 紀元二千六百年祝典記念章[26]
- 1957年（昭和32年）10月23日 - 日本電信電話公社総裁感謝状
- 1959年（昭和34年）02月20日 - 第4回（昭和33年度）前島賞（現 前島密賞）[27][28]
- 1959年（昭和34年）04月20日 - 藍綬褒章「多年電気通信並びに無線通信技術者の指導育成に努めてよく通信事業の発展向上に寄与」[29]
- 1965年（昭和40年）04月29日 - 銀杯一個[30]
- 1966年（昭和41年）05月20日 - 電気通信協会名誉会員
- 1968年（昭和43年）05月20日 - 電気通信協会創立30周年感謝状
- 1971年（昭和46年）09月17日 - 勲三等旭日中綬章[31]

## 家族・親戚
- 小船井理吉 - 父、測量師、時計師、写真師。新潟県北魚沼郡小千谷町の信濃川に架かる旭橋の建設に従事。小千谷町で最初の時計店と写真館を開業[32]。
- 広川晴軒 - 親戚、小船井理吉の師[33]、洋学者[34][35][36]。広川晴軒の母方の祖父が小船井家からの養子で[37]、その弟が広川晴軒の岳父[38]。
- 真保吾一 - 義弟（妹の夫）、機械工学者、元東海大学教授、元東京学芸大学教授。
- 真保一輔 - 真保吾一の長兄、新潟中学校の1年後輩、植物学者、新潟大学名誉教授。
- 小船井文司 - 娘婿（長女の夫）、ブルガリア文学者、ブルガリア語学者、元東海大学教授。

## 著作物

### 著書
- 『電氣磁氣學の大意』電気通信工学校〈電気通信技術教科書 基礎篇第1巻〉、1937年。
- 『電氣通信學の大意』電気通信工学校〈電気通信技術教科書 共通篇第1巻〉、1937年。
  - 『電氣通信大意』改訂増補7版、電気通信工学校〈電気通信技術教科書 共通篇第1巻〉、1942年。
- 『測定器及測定方法』電気通信工学校〈電気通信技術教科書 共通篇第2巻〉、1937年。
- 『電信機械』電気通信工学校〈電気通信技術教科書 機械篇第1巻〉、1937年。
- 『電信及市外電話線路』電気通信工学校〈電気通信技術教科書 線路篇第2巻〉、1937年。
- 『市外ケーブル』電気通信工学校〈電気通信技術教科書 線路篇第3巻〉、1937年。
  - 『市外ケーブル』改訂増補7版、電気通信工学校〈電気通信技術教科書 線路篇第3巻〉、1942年。
- 『無線機械』電気通信工学校〈電気通信技術教科書 無線篇第1巻〉、1937年。
- 『電機修繕』電気通信工学校〈電気通信技術教科書 機械篇第6巻〉、1938年。
- 『空中線』電気通信工学校〈電気通信技術教科書 無線篇第2巻〉、1938年。
- 『手働電話機械』電気通信工学校〈電気通信技術教科書 機械篇第3巻〉、1938年。
- 『自動電話機械 附 電話交換槪論』電気通信工学校〈電気通信技術教科書 機械篇第4巻〉、1938年。
  - 『自動電話機械 附 電話交換槪論』改訂7版、電気通信工学校〈電気通信技術教科書 機械篇第4巻〉、1944年。
  - 『自動電話機械附圖』8版、電気通信工学校〈電気通信技術教科書 機械篇第4巻〉、1944年。
- 『市内電話線路（下）』電気通信工学校〈電気通信技術教科書 線路篇第1巻〉、1938年。
- 『經理事務の大意』改訂3版、電気通信工学校〈電気通信技術教科書 特殊篇第2巻〉、1942年。
- 『回線障碍試驗法』電気通信工学校〈電気通信技術教科書 共通篇第3巻〉、1943年。
- 『強電流の大意』電気通信工学校〈電気通信技術教科書 共通篇第4巻〉、1943年。
- 『電氣理論』電気通信工学校〈通検叢書〉、1943年。
- 『電氣通信槪論』電気通信工学校〈通検叢書〉、1944年。
- 『無線通信機器』電気通信工学校〈通検叢書〉、1944年。

### 論文
- 「近畿地方に於ける通信網の現狀」『工政』第155号、23-29頁、工政会、1933年。
- 「電信電話線路に及ぼす雪の暴威」『工政』第178号、42-45頁、工政会、1935年。
- 「電氣通信に於ける技術敎育」『ワット』第11巻第7号、24-25頁、ワット社、1938年。
- 「無線従事者」『電波時報』第15巻第6号、50-52頁、電波振興会、1960年。